# Lưu Diễm (Tam Quốc)
Lưu Diễm hay Lưu Diệm (tiếng Trung: 劉琰; bính âm: Liu Yan; ? - ?), tự Uy Thạc (威碩), là quan viên nhà Quý Hán thời Tam Quốc trong lịch sử Trung Quốc.

## Cuộc đời
Lưu Diễm quê ở nước Lỗ, Dự Châu, có phong thái của danh sĩ, am hiểu cao đàm khoát luận (bàn luận những thứ cao xa, bàn xuống).
Lưu Diễm theo Lưu Bị khi Lưu Bị đảm nhiệm Dự Châu mục (193). Vì Diễm cùng Lưu Bị đồng tông, nên Bị đãi Diễm vô cùng lễ độ, thường xuyên thành tân khách đi theo Lưu Bị mở rộng quan hệ. Sau Diễm lại được Lưu Bị cử làm Dự Châu tùng sự.
Năm 214, Lưu Bị bình định Tây Xuyên, phong Lưu Diễm làm thái thú quận Cố Lăng.
Năm 223, Tiên chủ Lưu Bị qua đời, Hậu chủ Lưu Thiện đăng cơ, phong Lưu Diễm tước Đô hương hầu, kiêm nhiệm Vệ úy, Trung quân sư, Hậu tướng quân, quan tước chỉ đứng sau Lý Nghiêm. Năm 230, Ngô Ban được phong chức Hậu tướng quân, Lưu Diễm được thăng làm Xa kỵ tướng quân. Lưu Diễm tuy có địa vị cao, nhưng cũng không tham gia chính vụ; có quân chức nhưng chỉ lãnh tượng trưng 1.000 binh sĩ; nhiều lần đi theo thừa tướng Gia Cát Lượng bắc phạt nhưng chỉ biết góp ý kiến nghị.
Dù bất tài nhưng Lưu Diễm lại sống vô cùng xa xỉ. Ngựa, xe, trang phục, ẩm thực đều xứng với chữ xa hoa. Trong phủ của Diễm có thị tỳ mấy chục người, đều có thể ca múa, đàn hát (Hậu cung của Lưu Thiện cũng chỉ có 12 người). Diễm lại dạy các nàng đọc Lỗ linh quang điện phú của Vương Diên Thọ.
Năm 231, thừa tướng Gia Cát Lượng lần thứ tư bắc phạt, do lương thảo vận chuyển chậm trễ, phải rút quân. Người phụ trách vận lương là Lý Nghiêm muốn trốn tránh trách nhiệm. Lưu Diễm theo Gia Cát Lượng dâng thư cầu Hậu chủ phế bỏ Nghiêm. Trong công văn, Lưu Diễm đứng ở vị trí đầu, cho thấy địa vị khi đó.
Năm 232, Lưu Diễm cùng Ngụy Diên vì bất đồng mà lớn tiếng. Diễm dù hiểu biết hữu hạn nhưng lại nói lời hoang đường khuếch đại, bị Gia Cát Lượng trách cứ. Diễm viết thư kiểm điểm gửi cho Lượng, lời lẽ ăn năn. Gia Cát Lượng trục xuất Lưu Diễm về Thành Đô, vẫn giữ nguyên quan tước. Nhưng Lưu Diễm cảm thấy thất bại, cử chỉ trở nên thất thường, hay hoảng hốt.
Tháng giêng năm 234, vợ của Lưu Diễm là Hồ thị vào cung chúc mừng Ngô thái hậu, được thái hậu giữ riêng ở lại trong cung, hơn một tháng mới rời cung về nhà. Lưu Diễm hoài nghi vợ mình cùng Hậu chủ tư thông, sai binh lính trói Hồ thị, lại sai binh lính mỗi người dùng giày bạt tai. Hồ thị không chịu nổi nhục nhã, tố cáo lên triều đình. Lưu Diễm bị bỏ tù, sự kiện lan đến cả chiến trường bắc phạt. Cuối cùng tư pháp quan phán rằng: Binh lính không phải dùng để đánh vợ, mặt không phải chỗ để dùng giày đánh, phán Diễm chém đầu bỏ chợ. Triều đình từ đó cấm mẹ, vợ các đại thần vào cung chúc lễ.

## Gia đình
- Vợ:
  - Hồ thị (胡氏), có nhan sắc.

## Nhận xét
Trần Thọ nhận xét rằng Liêu Lập, Bành Dạng, Lý Nghiêm, Ngụy Diên, Lưu Diễm, Dương Nghi đều có khuyết điểm về mặt tính cách, lại không biết cách tu dưỡng, để rồi tự rước họa vào thân.

## Trong văn hóa
Trong tiểu thuyết Tam quốc diễn nghĩa, Lưu Diễm xuất hiện ở hồi 91, giữ chức Hành Trung quân sư, Xa kỵ đại tướng quân, Đô hương hầu, đi theo Gia Cát Lượng bắc phạt. Trong bắc phạt lần đầu, quân Hán chiếm được hai quận Nam An, An Định, Gia Cát Lượng phân biệt giao cho Lưu Diễm cùng Ngô Ý thủ vệ. Hình tượng Lưu Diễm không bất tài như trong lịch sử.
Sau khi Đại tướng quân Khương Duy rời Thành Đô đến Đạp Trung làm đồn điền, tại Thành Đô, Hồ thị vào cung gặp hoàng hậu (không phải thái hậu như trong lịch sử), lưu lại hơn một tháng mới về nhà. Lưu Diễm hoài nghi nàng cùng Hậu chủ dan díu, sai binh lính dùng giày đập vào mặt mấy chục phát, cơ hồ gần chết. Hậu chủ giận dữ, sai pháp quan đem Lưu Diễm xử tử. Sự kiện này bị dời từ năm 234 đến 262, vào thời điểm Hoàng Hạo chuyên quyền, ám chỉ Hậu chủ cùng vợ đại thần dan díu, xa hiền thần, thân tiểu nhân.